# Rio Cungrea
O Rio Cungrea é um rio da Romênia, afluente do Rio Olt, localizado no distrito de Argeş,

Olt.